# 貝戈山
44°04′23″N 7°27′03″E / 44.07306°N 7.45083°E

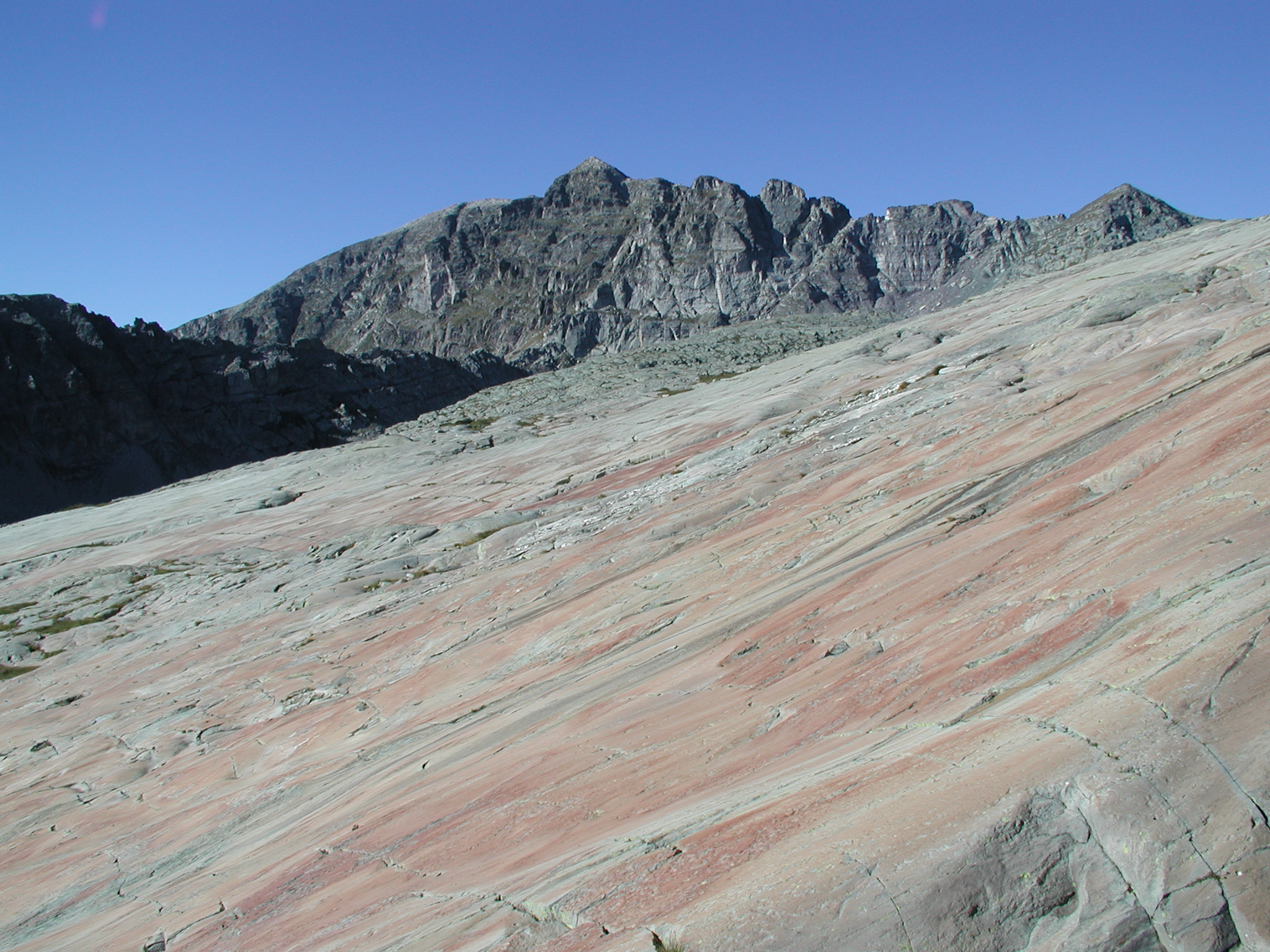

貝戈山（法語：Mont Bégo），是法國的山峰，位於該國東南部，由普羅旺斯-阿爾卑斯-蔚藍海岸大區負責管轄，屬於濱海阿爾卑斯山脈的一部分，海拔高度2,872米，每年平均降雨量1,460毫米。